# Шиннстон (Західна Вірджинія)
Шиннстон (англ. Shinnston) — місто (англ. city) в США, в окрузі Гаррісон штату Західна Вірджинія. Населення — 2328 осіб (2020).

## Географія
Шиннстон розташований за координатами 39°23′33″ пн. ш. 80°17′55″ зх. д. / 39.39250° пн. ш. 80.29861° зх. д. (39.392600, -80.298564).  За даними Бюро перепису населення США в 2010 році місто мало площу 4,48 км², уся площа — суходіл.

## Демографія
Згідно з переписом 2010 року, у місті мешкала 2201 особа в 949 домогосподарствах у складі 629 родин. Густота населення становила 491 особа/км².  Було 1087 помешкань (243/км²).
Расовий склад населення:
| - 97,7 % — білих - 0,4 % — корінних американців - 0,3 % — чорних або афроамериканців - 0,2 % — азіатів - 0,1 % — вихідців з тихоокеанських островів |

До двох чи більше рас належало 1,3 %. Частка іспаномовних становила 1,1 % від усіх жителів.
За віковим діапазоном населення розподілялося таким чином: 20,6 % — особи молодші 18 років, 61,5 % — особи у віці 18—64 років, 17,9 % — особи у віці 65 років та старші. Медіана віку мешканця становила 43,1 року. На 100 осіб жіночої статі у місті припадало 92,6 чоловіків;  на 100 жінок у віці від 18 років та старших — 87,0 чоловіків також старших 18 років.
Середній дохід на одне домашнє господарство  становив 57 792 долари США (медіана — 47 039), а середній дохід на одну сім'ю — 69 496 доларів (медіана — 58 281). Медіана доходів становила 46 500 доларів для чоловіків та 34 219 доларів для жінок. За межею бідності перебувало 16,7 % осіб, у тому числі 24,3 % дітей у віці до 18 років та 8,4 % осіб у віці 65 років та старших.
Цивільне працевлаштоване населення становило 1159 осіб. Основні галузі зайнятості: освіта, охорона здоров'я та соціальна допомога — 25,3 %, мистецтво, розваги та відпочинок — 12,3 %, роздрібна торгівля — 10,7 %, транспорт — 10,1 %.